# 伊達宗実 (宇和島伊達家)
伊達 宗実（だて むねざね）は、江戸時代前期の伊予国宇和島藩の世嗣。

## 生涯
初代藩主・伊達秀宗の長男。
秀宗の正室の子で嫡子であったが病弱であったため、寛永14年（1627年）に嫡を辞し、弟・宗時に嫡子の座を譲った。寛永21年（1644年）、父に先立ち33歳で死去した。なお、宗実の早世は和霊騒動による山家公頼の祟りと噂された。
宗実は文化人・教養人として知られ、『源氏物語』を54冊に書写しており、宗実没後は弟・宗利の正室の稲姫（松平光長の娘）によって書き継がれている。